# クレシダ (衛星)
クレシダ (Uranus IX Cressida) は、天王星の第9衛星である。

## 発見と命名
クレシダは、1986年1月9日にボイジャー2号が撮影した画像の中から、ボイジャーの画像解析チームによって発見された。発見は同年1月16日に国際天文学連合のサーキュラーで公表され、S/1986 U 3 という仮符号が与えられた。その後1988年6月8日に、ウィリアム・シェイクスピアの戯曲『トロイラスとクレシダ』に登場するトロイの神官カルカスの娘に因んで命名された。また、Uranus IX という確定番号が与えられた。

## 物理的特徴
ボイジャー2号が撮影した画像の中では、クレシダは長軸を天王星の方へ向けた細長い物体として写っていた。クレシダの長軸と短軸の比率は 0.8 ± 0.3 と非常に細長い形状をしていることが分かっている。また、表面は灰色である。測定されたアルベドは 0.08 と低く、表面はC型小惑星に見られるような、暗く変性していない炭素豊富な物質に覆われている可能性がある。
クレシダは、測光的特徴や軌道要素がよく似たビアンカ、デズデモーナ、ジュリエット、ロザリンド、ポーシャ、キューピッド、ベリンダ、ペルディータとともに、ポーシャ群を形成している。

## 軌道および環との関連
クレシダの軌道は、天王星の環の一つであるη環との 3:2 の軌道共鳴に近い。クレシダの重力がη環の形状に引き起こす擾乱からクレシダの質量が測定されており、(2.5 ± 0.4)×1017 kg と推定されている。この質量とサイズを元に、平均密度は 0.86 ± 0.16 g/cm3 と推定されている。天王星の小型の衛星のうち、質量が直接測定されているのはクレシダのみである。
クレシダを含む内側の衛星のいくつかは長期的には軌道が不安定であることが示されており、クレシダは今後400万〜1億年のうちにデズデモーナと衝突する可能性があることが指摘されている。